# Мирослав Вардић
Мирослав Вардић (Букош, код Вучитрна, 4. децембар 1944 — Роден, 7. мај 2018) био је југословенски и српски фудбалер, репрезентативац Југославије.

## Спортска каријера

### Клупска каријера
Вардић је рођен у Букошу код Вучитрна 4. децембра 1944. године. Играо је на позицији десног крила. Фудбалску каријеру је започео у Раднику из Сурдулице, а потом је био фудбалер Динама из Врања. Од 1963. године наступао је за Железничар из Ниша. На прволигашку сцену крочио је 1966. године, као играч Радничког из Ниша, чији дрес је носио до 1967. године. Потом је прешао у Хајдук из Сплита, на препоруку тренера Ненковића заједно са Драганом Холцером.
Хајдуков дрес Вардић је носио до 1971. године, одиграо 203 утакмице и постигао 74 поготка. Члан је Хајдукове шампионске генерације која је у сезони 1970/71. коначно након шеснаест година Сплиту донела титулу првака Југославије.
Након одласка из Хајдука, од 1971. до 1972. године, био је члан друголигаша Борова. Потом га фудбалски пут води у Холандију где наступа за Хелмонд Спорт и НАК Бреду. Играо је мали фудбал у Сједињеним Државама, а по завршетку играчке каријере остао је у Холандији.
Преминуо је 7. маја 2018. године у Родену, Холандија. Сахрана/испраћај за кремацију је одржана 14. маја у Рајсвајку.

### Репрезентација
Наступио је два пута за сениорску репрезентацију Југославије. Дебитовао је у пријатељској утакмици против репрезентације Бразила у Београду 25. јуна 1968. године. Други и последњи пут наступио је у Београду 27. октобра 1968, овога пута у квалификационој утакмици за Светско првенство против репрезентације Шпаније (резултат 0:0).

## Трофеји
Хајдук Сплит
- Првенство Југославије: 1970/71.